# Blanche-Église
Blanche-Église – miejscowość i gmina we Francji, w regionie Grand Est, w departamencie Mozela.
Według danych na rok 1990 gminę zamieszkiwało 115 osób, a gęstość zaludnienia wynosiła 17 osób/km² (wśród 2335 gmin Lotaryngii Blanche-Église plasuje się na 930. miejscu pod względem liczby ludności, natomiast pod względem powierzchni na miejscu 853.).